# Anton Hübner (Politiker, 1793)
Anton Hübner (* 25. September 1793 in Altschallersdorf bei Znaim, Mähren; † 12. Februar 1869 ebenda) war ein österreichischer Verwaltungsbeamter und Politiker.

## Leben
Hübner studierte von 1809 bis 1816 Philosophie an der Universität Brünn sowie Rechtswissenschaft an den Universitäten Olmütz und Wien. Danach war er bis 1828 Beamter beim Kreisamt in Znaim, Kreissekretär im Ungarisch-Hradisch, Konzipist beim mährisch-schlesischen Landesgubernium in Brünn, von 1833 bis 1839 Kreiskommissär, zunächst in Prerau, dann in Brünn, schließlich bis 1841 Konzipist bei der vereinigten böhmisch-österreichischen Hofkanzlei in Wien. Von 1841 bis 1849 war er Gubernialsekretär des Guberniums von Mähren und Schlesien in Brünn und seit 1850 Bezirkshauptmann in Iglau.
Er war vom 24. Mai 1848 bis 29. Juli 1848 Mitglied der Frankfurter Nationalversammlung für Mähren in Znaim in der Fraktion Württemberger Hof.
1848/49 gehörte er auch dem konstituierenden Reichstag des Kaiserstaats Österreich an.